# Scalpay, Yttre Hebriderna

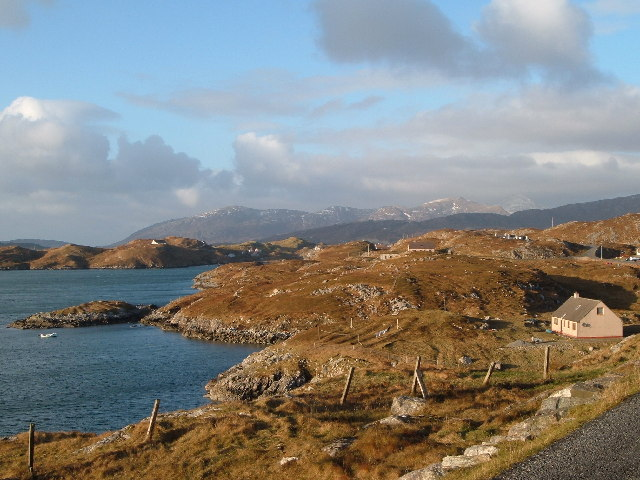
Scalpay, i riktning mot åsarna på Lewis and Harris i väster.

Scalpay (gaeliska Sgalpaigh och Sgalpaigh na Hearadh) är en ö i Yttre Hebriderna i Skottland.

## Geografi
Scalpay är omkring 4 km lång och har en högsta höjd av 104 meter, vid Beinn Scorabhaig. Den närmaste grannön är Lewis and Harris på ett avstånd av omkring 300 meter, på andra sidan Caolas Scalpaigh. Det byggdes en bro mellan öarna 1997. Huvudorten på ön ligger i den norra änden, nära bron, vid An Acairseid a Tuath (North Harbour (den norra hamnen)). 
Ön har många sjöar och mindre vattensamlingar. De största är Loch an Duin, som har en liten ö med ruiner av en fästning. 
År 2001 hade ön 322 invånare och huvudnäringen var fiske och räkfiske. Ön har en areal av 6,53 km².  
Eilean Glas är en liten halvö på ostsidan av Scalpay. Där byggdes den första fyren på Yttre Hebriderna. 